# Mircea Mișicu
Mircea Mișicu (n. 27 februarie 1926, Galați, România – d. 23 martie 2005, București, România) a fost un om de știință român, inginer doctor-docent, recunoscut drept unul dintre cei mai buni specialiști din țară în domeniul mecanicii corpurilor solide. A adus contribuții valoroase în domeniul teoriei elasticității, rezistenței materialelor, reologiei și al mecanicii fluidelor.

## Biografie
Mircea Mișicu, s-a născut la 27 februarie 1926 la Galați ca unic fiu a lui Vanghelie Mișicu, șef al Atelierelor C.F.R. Galați și a lui Aneta. 
A urmat cursul primar la Scoala de Baieti nr.4 din Galati. Și-a luat bacalaureatul în 1943 la Liceul Sf.Sava. A absolvit Institutul Politehnic din București în 1948 ca inginer constructor. În 1948 a fost angajat ca asistent la cursul de beton armat ținut de profesorul Mihai D. Hangan.
În 1949 este numit inginer de plan la Institutul de Proiectări Metalurgice care funcționa în blocul Adriatica iar între 1950 și 1952 a fost numit în Direcția Tehnică a Canalului Dunăre-Marea Neagră. Din 1952 lucrează la Institutul de Mecanică Aplicată al Academiei R.P.R (din 1965 transformat în Centrul pentru Mecanica Solidelor), secția Mecanica Generală, pe care a și condus-o între 1958 și 1975. Între 1975 și 1978 a fost încadrat ca Cercetător Principal I la Institutul pentru Fizica și Tehnologia Materialelor de pe lângă Comitetul de Stat pentru Energie Nucleara, iar din 1978 la Centrul pentru Fizica Pământului și Seismologie, unde a lucrat și după pensionarea din 1996.

## Opera Științifică
Mircea Mișicu a adus contribuții importante în mai multe domenii ale mecanicii mediului continuu precum : 
- Teoria elasticității și rezistența materialelor.
- Plasticitate, reologie, mecanica dislocaților.
- Seismologie teoretică
- Mecanica Fluidelor
- Geometrie Diferențială și teoria probabilităților

În domeniul teoriei elasticității, Mircea Misicu a avut contribuții multiple, atât pe latura pur teoretică cât și aplicativă. A publicat un număr însemnat de lucrări asupra echilibrului mediilor continue cu deformări mari, despre condițiile de stabilitate dinamică, efectul sarcinilor dinamice asupra construcțiilor hidrotehnice, torsiunea barelor cu aplicații în aeronautică, dezvoltarea unor metode de calcul al vibrațiilor pentru sisteme cu număr mare de grade de libertate, aplicații ale teoriei elasticității plane în studiul plăcilor subțiri și groase, propagările undelor elastice în medii stratificate. Rezultatele obținute în domeniul elasticității neliniare au fost citate printre altele în 2 volume din monumentala Enciclopedie a Fizicii editată de Siegfried Flũgge .
În cadrul studiilor asupra vîscoelasticității a publicat o serie de lucrări în care a determinat ecuația vibrațiilor transversale a unei bare drepte care posedă proprietăți vîsco-elastice liniare și depinde de un număr arbitrar de parametrii și a obținut soluții ale acesteia pe baza aplicării metodei funcțiilor proprii și a transformatei Laplace în cazul general și în limita corpului Maxwell. A dezvoltat o teorie a vîscoelasticității pentru cazul mediilor Cosserat și o teorie generalizată de tip vîsco-plastic a suprafețelor de curgere.
În reologie, Mircea Mișicu a fost unul dintre cei mai recunoscuți specialiști din țară. A propus un cadru axiomatic al structurilor reologice reprezentat printr-o extindere de la teoria geometrică a spațiilor cu conexiune afină la cazul spațiilor mai generale, corespunzând proprietăților structurilor reologice reale. A studiat comportamentul reologic al barelor supuse unor șocuri induse de mase fluide și solide.
O parte însemnată a operei sale științifice a fost dedicata teoriei dislocațiilor cu aplicații în distribuția defectelor în cristale și fizica sursei seismice. A dezvoltat așa-numitul "model dual" în scopul descrierii mediilor cu defecte regulat distribuite în care, pe lângă câmpul de tensiuni elastice, a introdus, cuplat cu acesta din urmă, câmpul tensorului de fisiune.
În cadrul seismologiei teoretice a publicat studii legate de descrierea teoretică a sursei seismice printr-o dislocație de tip falie, a directivității undelor seismice emise de aceasta cu aplicații la analiza efectelor cinematice ale cutremurului de la 4 martie 1977.
Teza de doctorat, intitulată Studiul Dinamicii unor medii deformabile și metoda reducerii la modele structurale mecanic echivalente a fost redactată sub îndrumarea acad. Ștefan Bălan și susținută în 1967 în cadrul Academiei R.S.R.. În prima parte a acestei teze Mircea Mișicu a prezentat, într-o maniera exhaustivă, teoria generală a mediilor Cosserat cu aplicații în structuri reticulate, în timp ce în partea a II-a a discutat stabilitatea unei construcții la acțiunea dinamică a cutremurelor.
A publicat peste 150 de lucrări științifice în reviste cu referenți și volume de conferință și 3 monografii de specialitate.

## Afilieri
- Membru Gesellschat für Angewandte Mathematik und Mechanik (GAMM)
- Recenzent Zentralblatt Math

## Premii și distincții
- Premiul Aurel Vlaicu al Academiei Române (1965)
- Premiul Aurel Vlaicu pentru grupul de lucrări: Nonlinear effects in seismic risk assessment împreună cu colaboratori (2005)

## Lucrări (selecție)

### Articole stiintifice
- Echilibrul mediilor continue cu deformări mari,Stud.Cercet.Mec.Metal., 4, 31-53, 1953.
- Soluția cu ajutorul teoriei funcțiilor de variabilă complexă a problemei plane statice a teoriei elasticității pentru corpuri izotrope neomogene(în lb.rusă), Prikladnaia matematika i mehanika, 30, 2, 377-387, 1962.
- A general solution of the theory of singular dislocations of media with couple-stresses, Rev. Roum. Sci. Tech. Ser. mec. appl. 10, 35-46 ,1965.
- The generalized dual continuum in elasticity and dislocation theory, IUTAM Symposium, Freudenstadt Stuttgart, 1967, On the mechanics of generalized Continua, Springer-Verlag, 141-151, 1967.
- Rheo-mobility an structural creep, Second IUTAM Symposium on The Theory of Creep in Structures, Goteborg, 1970, Springer, 109-112, 1971.

### Cărti
- "Mecanica Mediilor Deformabile" (Ed.Acad. R.S.R, București 1967, 365 pagini), unde sunt expuse elementele fundamentale ale elasticității structurale.
- "Teoria Mobilității Elastice" (Ed.Acad. R.S.R, București 1972, 427 pagini) în care sunt prezentate detaliat teoria și aplicațiile elasticității unor structuri de largă utilizare în construcții cum ar fi plăci pline sau cu goluri diferite, stratificate, pe piloți, reticulare, în cadre, etc.
- "Încovoiere și Torsiune" (Ed.Acad. R.S.R, București 1973, 379 pagini), unde sunt sistematizate calculul exact al plăcilor și barelor pe baza utilizării soluțiilor problemelor de tip median și antimedian stabilite pe baza unei metode originale și care corespund unor deplasări transversale variind proporțional cu puteri impare respectiv pare ale distanței de la suprafața medie.